# Fougères
Fougères (wymowaⓘ, bret. Felger) – miejscowość i gmina we Francji, w regionie Bretania, w departamencie Ille-et-Vilaine.
Według danych na rok 1990 gminę zamieszkiwało 22 239 osób, a gęstość zaludnienia wynosiła 2124 osoby/km² (wśród 1269 gmin Bretanii Fougères plasuje się na 8. miejscu pod względem liczby ludności, natomiast pod względem powierzchni na miejscu 820.).

## Gospodarka
W przeszłości, głównie w średniowieczu o podstawie gospodarki Fougères decydował handel solą, która w ówczesnych czasach była szczególnie wysoko opodatkowana. W historii miasta ważną rolę odgrywał także przemysł obuwniczy oraz produkcja szkła. Obecnie wszystkie te gałęzie zostały wyparte na rzec przemysłu elektronicznego (fabryka Sagem Industries) oraz sektora usług.

## Demografia
Dane z ostatnich spisów powszechnych przeprowadzonych w Fougères.

## Współpraca
- Ashford, Anglia
- Bad Münstereifel, Niemcy
- Ouargaye, Burkina Faso
- Somoto, Nikaragua

## Bibliografia

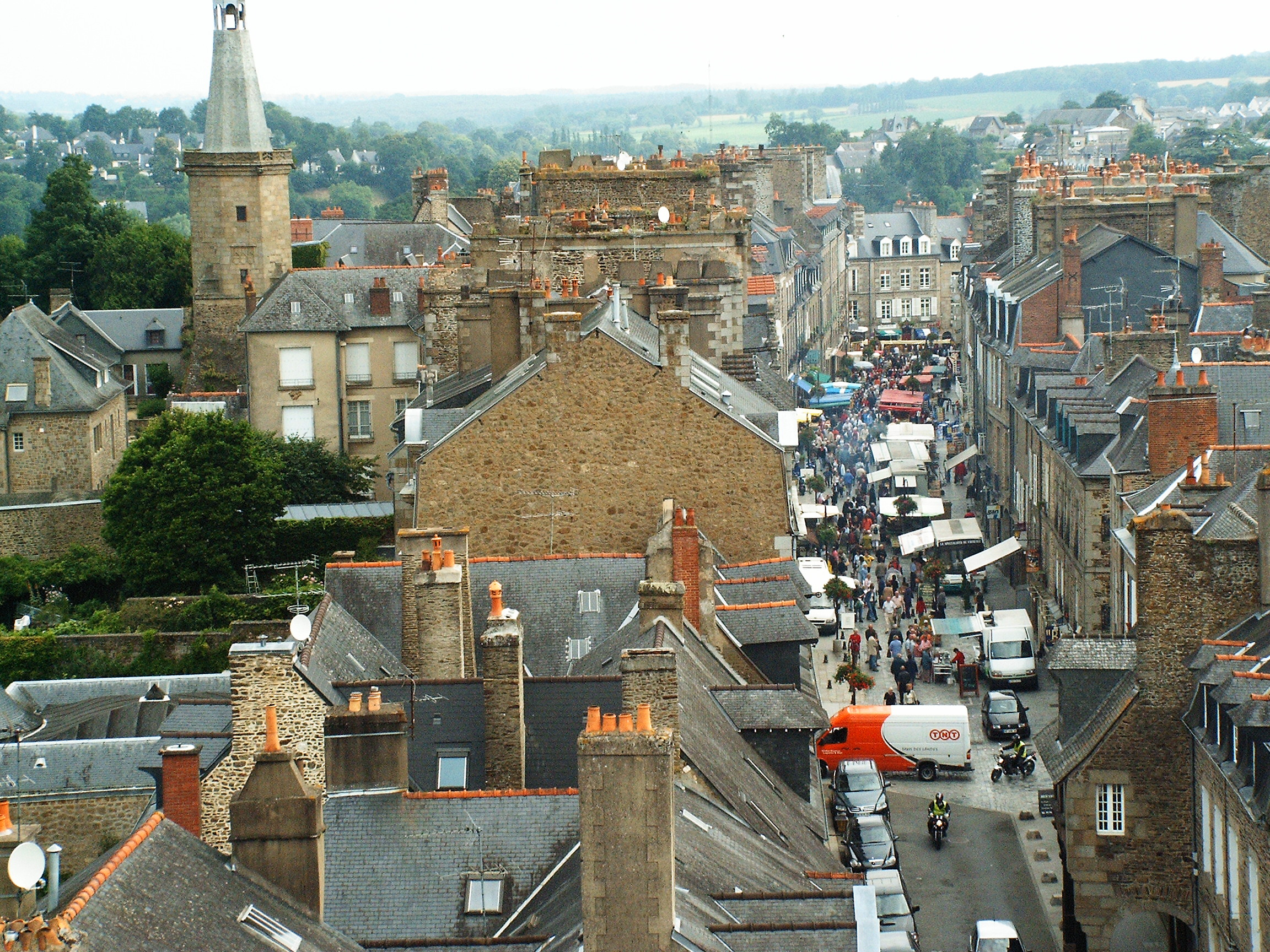
Widok na miasto z kościoła Saint-Léonard